# Garnant
Garnant je vesnice v hrabství Carmarthenshire ve Walesu. Nachází se přibližně pět kilometrů východně od Ammanfordu po silnici A474. Leží v oblasti zvané Cwmamman v těsné blízkosti obce Glanamman na okraji pohoří Black Mountain, v západní části Brecon Beacons. Až do osmnáctého století, kdy zde bylo objeveno uhlí, bylo na území Garnantu pouze několik farem. V roce 1840 sem byla přivedena železnice a roku 1854 byl otevřen první důl. V roce 2001 zde žilo 1965 obyvatel, počátkem dvacátého století jich zde žilo o několik tisíc více.

## Významní rodáci
- Hywel Bennett (1944–2017) – herec
- John Cale (* 1942) – hudebník, skladatel, producent
- Claude Davey (1908–2001) – ragbista
- Jim Lang (1909–1991) – ragbista
- Alun Lewis – herec
- Guy Morgan (1907–1973) – ragbista
- Noel Morgan (1905–1975) – kriketista